# NGC 6739
إن جي سي 6739 التي يرمز لها بالرمز NGC 6739، هي مجرة، في كوكبة الطاووس.

## الاكتشاف
اكتشفت في 7 أغسطس 1834، بواسطة جون هيرشل.